# Google Maps
Google Maps là một dịch vụ lập bản đồ web do Google phát triển. Nó cung cấp hình ảnh vệ tinh, chụp ảnh từ trên không, bản đồ đường phố, chế độ xem toàn cảnh tương tác 360 °Của các đường phố (Google Street View), điều kiện giao thông thời gian thực và lập kế hoạch tuyến đường dành cho người đi bộ, ô tô, xe đạp, đường hàng không (trong phiên bản beta) và phương tiện giao thông công cộng. Vào năm 2020, Google Maps đã được hơn 1 tỷ người sử dụng mỗi tháng.
Google Maps được khởi đầu như một chương trình desktop viết bằng C ++ tại Where 2 Technologies. Vào tháng 10 năm 2004, khi công ty này được Google mua lại, công ty đã chuyển đổi nó thành một ứng dụng web. Sau khi mua lại một công ty trực quan hóa dữ liệu không gian địa lý và một công ty phân tích lưu lượng truy cập theo thời gian thực, Google Maps đã được ra mắt vào tháng 2 năm 2005. Phần front end sử dụng Javascript, XML, và Ajax. Google Maps cung cấp một API cho phép nhúng bản đồ trên các trang web của bên thứ ba, và cung cấp công cụ định vị cho các doanh nghiệp và tổ chức khác ở nhiều quốc gia trên thế giới. Google Map Maker cho phép người dùng cộng tác với nhau để mở rộng và cập nhật bản đồ của dịch vụ trên toàn thế giới nhưng đã ngừng hoạt động từ tháng 3 năm 2017. Tuy nhiên, các đóng góp của nguồn lực cộng đồng cho Google Maps không bị ngừng vì công ty đã thông báo rằng các tính năng đó sẽ được chuyển sang chương trình Google Local Guides.
Chế độ xem vệ tinh của Google Maps là chế độ xem "từ trên xuống" hoặc chế độ xem toàn cảnh; hầu hết các hình ảnh có độ phân giải cao của các thành phố là không ảnh chụp từ máy bay bay ở độ cao 800 đến 1.500 foot (240 đến 460 m), trong khi hầu hết các hình ảnh khác là từ vệ tinh. Phần lớn hình ảnh vệ tinh  được chụp trong phạm vi ba năm gần nhất và được cập nhật thường xuyên. Google Maps trước đây đã sử dụng một biến thể của phép chiếu Mercator và do đó không thể hiển thị chính xác các khu vực xung quanh các cực. Vào tháng 8 năm 2018, phiên bản Google Maps dành cho máy tính để bàn đã được cập nhật để hiển thị hình ảnh địa cầu 3D, và có thể chuyển về bản đồ 2D trong phần cài đặt.
Google Maps cho Android và iOS thiết bị được phát hành vào tháng năm 2008 và tính năng dẫn đường chi tiết đến từng ngã tư dùng GPS cùng với tính năng hỗ trợ đậu xe. Vào tháng 8 năm 2013, nó được xác định là ứng dụng phổ biến nhất thế giới dành cho điện thoại thông minh, với hơn 54% chủ sở hữu điện thoại thông minh toàn cầu sử dụng nó ít nhất một lần.
Vào năm 2012, Google báo cáo có hơn 7.100 nhân viên và nhà thầu trực tiếp làm việc trong lĩnh vực lập bản đồ.
Vào tháng 5 năm 2017, ứng dụng đã được báo cáo có 2 tỷ người dùng trên Android, cùng với một số dịch vụ khác của Google bao gồm YouTube, Chrome, Gmail, Google Search và Google Play, Google Maps đạt hơn 1 tỷ người dùng hàng tháng.

## Lịch sử

### Mua lại
Google Maps được khởi đầu như một chương trình desktop viết bằng C++ bởi hai anh em người Đan Mạch, Lars và Jens Eilstrup Rasmussen, cùng với Noel Gordon và Stephen Ma, tại công ty Where 2 Technologies có trụ sở ở Sydney. Lần đầu tiên nó được thiết kế để người dùng tải xuống riêng biệt, nhưng sau đó công ty đã trình bày ý tưởng về một sản phẩm hoàn toàn dựa trên Web cho ban quản lý của Google, thay đổi phương thức phân phối. Tháng 10 năm 2004, công ty được Google Inc. mua lại. nơi nó chuyển đổi thành ứng dụng web Google Maps. Trong cùng tháng, Google mua lại Keyhole, một công ty trực quan hóa dữ liệu không gian địa lý (với sự đầu tư từ CIA), có bộ ứng dụng marquee, Earth Viewer, nổi lên như một ứng dụng Google Earth rất thành công vào năm 2005 trong khi các khía cạnh khác của công nghệ cốt lõi của nó được tích hợp vào Google Maps. Tháng 9 năm 2004, Google mua lại ZipDash, một công ty cung cấp phân tích lưu lượng truy cập theo thời gian thực.

### 2000–2010

Google Maps Beta trong năm 2000

Sự ra mắt của Google Maps lần đầu tiên được công bố trên Google Blog vào ngày 8 tháng 2 năm 2000.
Tháng 9 năm 2000, sau cơn bão Katrina, Google Maps đã nhanh chóng cập nhật hình ảnh vệ tinh của New Orleans để cho phép người dùng xem mức độ lũ lụt ở nhiều khu vực khác nhau của thành phố này.

Biểu tượng Google Maps gốc

Ngày 28 tháng 11 năm 2007, Google Maps for Mobile 2.0 dược phát hành. Nó có phiên bản beta của tính năng "Vị trí của tôi" (My Location), cho phép sử dụng vị trí GPS/Assisted GPS có hỗ trợ của thiết bị di động, nếu có, được bổ sung bằng cách xác định các mạng không dây và trạm phát BTS gần nhất. Phần mềm tra cứu vị trí của trạm bằng cách sử dụng cơ sở dữ liệu của các trang và mạng không dây đã biết. Bằng cách sắp xếp tam giác các cường độ tín hiệu khác nhau từ các bộ truyền di động và sau đó sử dụng thuộc tính vị trí của chúng (được truy xuất từ cơ sở dữ liệu), Vị trí của tôi xác định vị trí hiện tại của người dùng.
ngày 23 tháng 9 năm 2008, trùng với sự kiện công bố thiết bị Android thương mại đầu tiên, Google thông báo rằng một ứng dụng Google Maps đã được phát hành cho hệ điều hành Android của hãng.
Tháng 10 năm 2009, Google đã thay thế Tele Atlas làm nhà cung cấp dữ liệu không gian địa lý chính của họ trong phiên bản Maps của Hoa Kỳ và sử dụng dữ liệu của chính họ.

### 2011–2015
Ngày 19 tháng 4 năm 2011, Map Maker được thêm vào phiên bản ở Mỹ, cho phép người dùng sửa đổi. Điều này cung cấp cho Google các bản cập nhật bản đồ địa phương gần như trong thời gian thực thay vì chờ đợi các công ty dữ liệu bản đồ kỹ thuật số phát hành các bản cập nhật không thường xuyên hơn.

Biểu tượng được sử dụng đến năm 2020

Vào ngày 31 tháng 1 năm 2012, Google, do cung cấp Bản đồ miễn phí, đã bị kết tội lạm dụng vị trí thống trị của ứng dụng Google Maps và bị tòa án yêu cầu trả tiền phạt và bồi thường thiệt hại cho Bottin Cartographer, một công ty bản đồ của Pháp. Phán quyết này đã bị lật lại khi kháng cáo.
Vào tháng 6 năm 2012, Google bắt đầu lập bản đồ các con sông và kênh đào của Anh với sự hợp tác của Canal and River Trust. Công ty đã tuyên bố rằng họ sẽ cập nhật chương trình trong năm để cho phép người dùng lập kế hoạch các chuyến đi bao gồm các âu thuyền, cầu và lối đi dọc theo 2.000 dặm đường sông ở Vương quốc Anh.

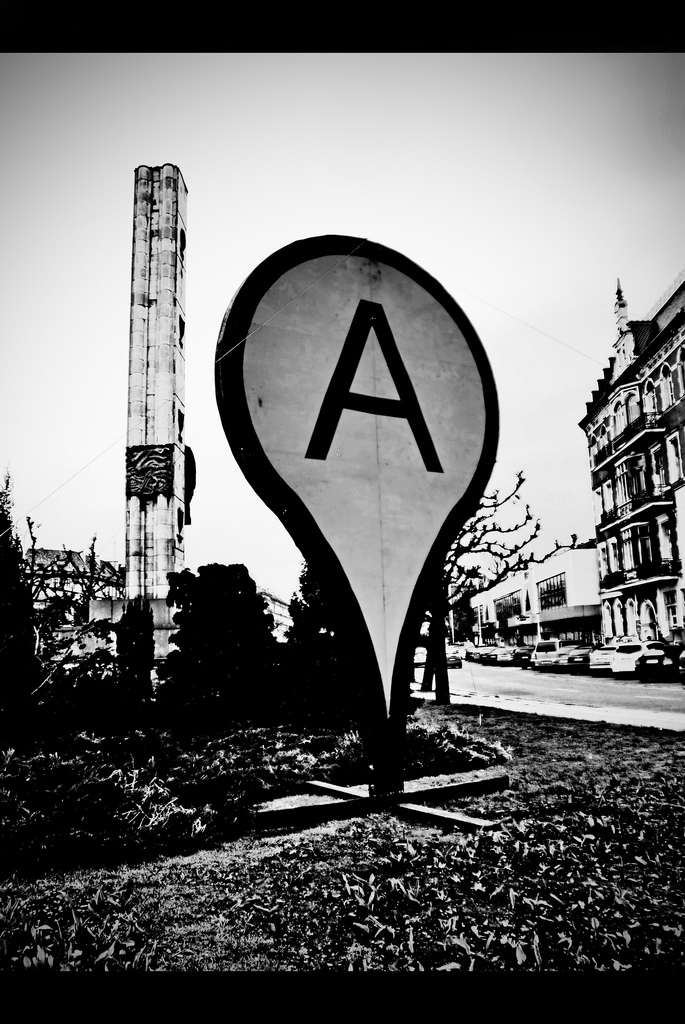
Một đài tưởng niệm có hình dạng ghim trên Google Maps ở trung tâm thành phố Szczecin, Ba Lan

Vào tháng 12 năm 2012, ứng dụng Google Maps được cung cấp riêng trong App Store, sau khi Apple loại bỏ nó khỏi cài đặt mặc định của phiên bản hệ điều hành di động iOS 6 vào tháng 9 năm 2012.
Vào ngày 29 tháng 1 năm 2013, Google Maps đã được cập nhật để bao gồm bản đồ của Bắc Triều Tiên. Tính đến  ngày 3 tháng 5 năm 2013, Google Maps công nhận Palestine là một quốc gia, thay vì chuyển hướng đến các lãnh thổ của Palestine.
Vào tháng 8 năm 2013, Google Maps đã xóa Lớp Wikipedia, lớp này cung cấp các liên kết đến nội dung Wikipedia về các vị trí được hiển thị trong Google Maps bằng cách sử dụng mã địa lý Wikipedia.
Vào ngày 12 tháng 4 năm 2014, Google Maps đã được cập nhật để phản ánh cuộc khủng hoảng Crimea năm 2014. Crimea được hiển thị là Cộng hòa Crimea ở Nga và là Cộng hòa tự trị Crimea ở Ukraine. Tất cả các phiên bản khác hiển thị một đường viền có dấu chấm tranh chấp.
Vào tháng 4 năm 2015, trên bản đồ gần thành phố Rawalpindi của Pakistan, hình ảnh logo Android nằm trên logo Apple đã được thêm qua Map Maker và xuất hiện trên Google Maps. Hành động phá hoại này nhanh chóng bị xóa bỏ và Google đã công khai xin lỗi. Tuy nhiên, do đó, Google đã vô hiệu hóa tính năng kiểm duyệt của người dùng trên Map Maker và vào ngày 12 tháng 5, đã vô hiệu hóa tính năng chỉnh sửa trên toàn thế giới cho đến khi Google có thể đưa ra chính sách mới để phê duyệt các chỉnh sửa và tránh phá hoại.
Vào ngày 29 tháng 4 năm 2015, người dùng của Google Maps cổ điển đã được chuyển tiếp sang Google Maps mới với tùy chọn bị xóa khỏi giao diện.
Vào ngày 14 tháng 7 năm 2015, Tên Trung Quốc cho bãi cạn Scarborough đã bị xóa sau khi một bản kiến nghị từ Philippines được đăng trên Change.org.

### 2016–2018
Vào ngày 27 tháng 6 năm 2016, Google đã tung ra hình ảnh vệ tinh mới trên toàn thế giới lấy nguồn từ Landsat 8, bao gồm hơn 700 nghìn tỷ pixel dữ liệu mới. Vào tháng 9 năm 2016, Google Maps đã mua lại công ty khởi nghiệp phân tích bản đồ Urban Engines.
Vào 2016, Chính phủ Hàn Quốc đã cung cấp cho Google quyền truy cập có điều kiện vào cơ sở dữ liệu địa lý của đất nước - quyền truy cập đã cho phép các nhà cung cấp bản đồ Hàn Quốc bản địa có bản đồ chi tiết cao. Google đã từ chối đề nghị này vì họ không muốn chấp nhận các hạn chế về việc giảm chất lượng xung quanh các địa điểm mà Chính phủ Hàn Quốc cho là nhạy cảm.
Vào ngày 16 tháng 10 năm 2017, Google Maps đã được cập nhật với hình ảnh có thể truy cập của một số hành tinh và mặt trăng như Titan, Sao Thủy và Sao Kim, cũng như quyền truy cập trực tiếp vào hình ảnh của Mặt Trăng và Sao Hỏa.
Vào tháng 5 năm 2018, Google đã công bố những thay đổi lớn đối với cấu trúc API bắt đầu ngày 11 tháng 6 năm 2018. Thay đổi này đã hợp nhất 18 điểm cuối khác nhau thành ba dịch vụ và hợp nhất các gói cơ bản và cao cấp thành một gói trả phí khi sử dụng. Điều này đồng nghĩa với việc tăng giá 1400% cho người dùng ở gói cơ bản, chỉ với sáu tuần thông báo. Điều này đã gây ra phản ứng gay gắt trong cộng đồng các nhà phát triển. Vào tháng 6, Google đã hoãn ngày thay đổi thành ngày 16 tháng 7 năm 2018.
Vào tháng 8 năm 2018, Google Maps đã thiết kế chế độ xem tổng thể của nó (khi thu nhỏ hoàn toàn) thành một quả địa cầu 3D thả phép chiếu Mercator chiếu hành tinh này lên một bề mặt phẳng.

### 2019–nay

icon tái thiết kế năm 2020

Tháng 1 năm 2019, Google Maps đã thêm cảnh báo bẫy tốc độ và camera bắn tốc độ theo báo cáo của những người dùng khác.
Ngày 17 tháng 10 năm 2019, Google Maps đã được cập nhật để bao gồm báo cáo sự cố, giống như một chức năng trong Waze đã được Google mua lại vào năm 2013.
Tháng 12 năm 2019, chế độ Ẩn danh đã được thêm vào, cho phép người dùng nhập các điểm đến mà không cần lưu các mục nhập vào tài khoản Google của họ.
Tháng 2 năm 2020, Maps được thiết kế lại kỷ niệm 15 năm. Nó đáng chú ý đã thêm một icon ứng dụng hoàn toàn mới, hiện giống với biểu tượng gốc vào năm 2005.
Ngày 23 tháng 9 năm 2020, Google đã công bố bản cập nhật Lớp COVID-19 cho bản đồ Google, được thiết kế để cung cấp dữ liệu trung bình trong bảy ngày về tổng số trường hợp dương tính với COVID-19 trên 100.000 người trong khu vực được chọn trên bản đồ. Nó cũng có nhãn cho biết sự gia tăng và giảm xuống trong số lượng các trường hợp.
Tháng 1 năm 2021, Google thông báo rằng họ sẽ tung ra một tính năng mới hiển thị các trang web tiêm chủng COVID-19.
tháng 1 năm 2021, Google đã công bố bản cập nhật cho thế hệ lái xe tiếp theo. Các bản cập nhật này sẽ tập trung vào những người dùng có Xe điện và kết hợp các tuyến đường tận dụng các trạm sạc dựa trên tình trạng xe hiện tại của bạn bao gồm mức phí hiện tại và loại xe bạn đang lái.

## Các dịch vụ tương tự
- OpenStreetMap – bản đồ thế giới miễn phí bản quyền, có thể chỉnh sửa
- Apple Maps –Dịch vụ bản đồ của Apple, ra mắt vào năm 2012 với iOS 6 để thay thế ứng dụng Google Maps trên thiết bị iOS
- Bing Maps – Dịch vụ bản đồ của Microsoft với bản đồ đường đi và hình ảnh trên không/vệ tinh
- Mapbox – một dịch vụ trực tuyến xây dựng bản đồ tùy chỉnh dựa trên OpenStreetMap
- Here WeGo – Một dịch vụ bản đồ được phát triển bởi Navteq và Nokia và từ năm 2015 thuộc sở hữu của một consortium ô tô Đức
- Leaflet – một thư viện JavaScript mã nguồn mở được sử dụng rộng rãi được sử dụng để xây dựng các ứng dụng lập bản đồ web
- TomTom Maps – một dịch vụ bản đồ được xây dựng trên Tele Atlas, mà TomTom mua lại vào năm 2008
- Waze – tương tự như Google Maps nhưng cũng cung cấp chỉ dẫn quyền đường ở chế độ vệ tinh, cùng với các sự cố giao thông (cũng do Google sở hữu)
- Géoportail – một đối thủ đến từ Pháp cung cấp các bức ảnh chi tiết từ trên không về các vùng lãnh thổ của Pháp
- NearMap –Chụp ảnh từ trên không dành riêng cho Úc, được cập nhật thường xuyên (dịch vụ đăng ký trả phí)
- Naver Maps – một dịch vụ bản đồ của Hàn Quốc cung cấp bản đồ toàn diện về Hàn Quốc.
- PinMaps – một dịch vụ trực tuyến cho phép người dùng thêm ghim trên bản đồ
- Maps of Switzerland –một dịch vụ liên bang của Thụy Sĩ cung cấp các bản đồ và lớp rất phong phú của Thụy Sĩ
- Position Images – perhaps the earliest demo of GPS-linked 360° photos on the web; the Wayback Machine recorded it in 2002[55]
- Tencent Maps – một dịch vụ bản đồ do Tencent phát triển cung cấp hình ảnh vệ tinh toàn diện, bản đồ đường phố, chế độ xem phố và địa điểm lịch sử, cũng như các chức năng như công cụ lập kế hoạch tuyến đường để đi bộ, ô tô hoặc bằng phương tiện giao thông công cộng
- Terralink International
- ViaMichelin
- MapQuest – vụ bản đồ trực tuyến đầu tiên
- Moovit - một ứng dụng giao thông công cộng miễn phí cung cấp lập kế hoạch tuyến đường đa phương thức trên phương tiện công cộng, xe đạp dùng chung, chia sẻ xe hơi, đi chung xe
- Yahoo! Maps [56]
- Yandex Maps